# Cryphia maritima
Cryphia maritima är en fjärilsart som beskrevs av Shigero Sugi 1980. Cryphia maritima ingår i släktet Cryphia och familjen nattflyn. Inga underarter finns listade i Catalogue of Life.